# Чемпионат мира по спортивной гимнастике 1930
9-й Чемпионат мира по спортивной гимнастике прошёл в 1930 году в Люксембурге. Соревнования проводились только среди мужчин.

## Общий медальный зачёт
| Место | Страна       | Золото | Серебро | Бронза | Всего |
| ----- | ------------ | ------ | ------- | ------ | ----- |
| 1     | Югославия    | 4      | 1       | 2      | 7     |
| 2     | Чехословакия | 2      | 3       | 4      | 9     |
| 3     | Венгрия      | 1      | 1       | 0      | 2     |
| 4     | Франция      | 0      | 2       | 1      | 3     |

## Медалисты

### Командное первенство
| Место | Команда | Очки    |
| ----- | --- | ------- |
| 1     | Чехословакия · Йозеф Эффенбергер, Ян Гайдош, Эммануэль Лоффлер, Юлиус Рыбак, Ладислав Тикал, Бедржих Шупчик, Ладислав Ваха, Йиндржих Тинтера | 896.300 |
| 2     | Франция · Луи Кастелли, Жан Шантёр, Жан Гуно, Марсель Иттен, Альфред Краусс, Жорж Леру, Морис Руссо, Арман Сольбаш                           | 871.750 |
| 3     | Югославия · Рафаэль Бан, Борис Грегорка, Йосип Приможич, Леон Штукель, Петер Шуми, Антон Малей, Нели Зупанчич, Стане Жилич                   | 849.750 |

### Многоборье
| Место | Страна       | Спортсмен        | Очки    |
| ----- | ------------ | ---------------- | ------- |
| 1     | Югославия    | Йосип Приможич   | 152.450 |
| 2     | Чехословакия | Ян Гайдош        | 150.550 |
| 3     | Чехословакия | Эмануэль Лёффлер | 148.750 |

### Вольные упражнения
| Место | Страна       | Спортсмен        | Очки   |
| ----- | ------------ | ---------------- | ------ |
| 1     | Югославия    | Йосип Приможич   | 30.250 |
| 2     | Чехословакия | Эмануэль Лёффлер | 30.150 |
| 3     | Франция      | Альфред Краусс   | 30.100 |

### Конь
| Место | Страна       | Спортсмен      | Очки   |
| ----- | ------------ | -------------- | ------ |
| 1     | Югославия    | Йосип Приможич | 31.400 |
| 2     | Югославия    | Петер Шуми     | 30.600 |
| 3     | Чехословакия | Ян Гайдош      | 30.500 |

### Кольца
| Место | Страна       | Спортсмен        | Очки   |
| ----- | ------------ | ---------------- | ------ |
| 1     | Чехословакия | Эмануэль Лёффлер | 32.000 |
| 2     | Чехословакия | Бедржих Шупчик   | 31.500 |
| 3     | Чехословакия | Ян Гайдош        | 30.450 |

### Брусья
| Место | Страна       | Спортсмен      | Очки   |
| ----- | ------------ | -------------- | ------ |
| 1     | Югославия    | Йосип Приможич | 31.150 |
| 2     | Франция      | Альфред Краусс | 30.000 |
| 3     | Чехословакия | Ладислав Ваха  | 29.900 |

### Перекладина
| Место | Страна    | Спортсмен    | Очки   |
| ----- | --------- | ------------ | ------ |
| 1     | Венгрия   | Иштван Пелле | 32.000 |
| 2     | Венгрия   | Миклош Петер | 31.700 |
| 3     | Югославия | Леон Штукель | 31.550 |